# 大黄甘草湯
大黄甘草湯（だいおうかんぞうとう）とは、漢方方剤の一種。出典は「金匱要略」。

## 効果・効能
便秘、常習性便秘、腹痛など

### 保険適用エキス剤の効能・効果
便秘症

### 臨床試験
便秘症患者91例（大黄甘草湯群44例、プラセボ群47例）による二重盲検ランダム化比較試験において、大黄甘草湯は有効率86.4%,プラセボ群は有効率44.7%であった。

## 組成
大黄（だいおう）、甘草（かんぞう）

### 方解
大黄と甘草の2生薬からなることから名付けられた。

### 局方収載
第十五改正の日本薬局方から、上記構成生薬を乾燥エキス化した「大黄甘草湯エキス」（Daiokanzoto Extract）が収載された。

## 禁忌
アルドステロン症のある患者、ミオパシーのある患者、低カリウム血症のある患者

## 副作用
偽アルドステロン症、ミオパシー、肝機能障害など。

## 製薬会社
- ツムラ[3]
- 武田薬品工業[4]
- 大杉製薬[5]